# Plachy-Buyon
Plachy-Buyon là một xã ở tỉnh Somme, vùng Hauts-de-France, Pháp.

## Địa lý
Thị trấn này tọa lạc trên đường D8, khoảng 8 dặm Anh về phía nam của Amiens, trong thung lũng sông Selle - một nhánh của sông Somme. 

## Dân số
| 1962                                                           | 1968 | 1975 | 1982 | 1990 | 1999 |
| -------------------------------------------------------------- | ---- | ---- | ---- | ---- | ---- |
| 298                                                            | 340  | 462  | 767  | 799  | 929  |
| Số liệu điều tra dân số từ năm 1962, dân số không tính hai lần |      |      |      |      |      |